# Саванна-Ривер (ядерный могильник)

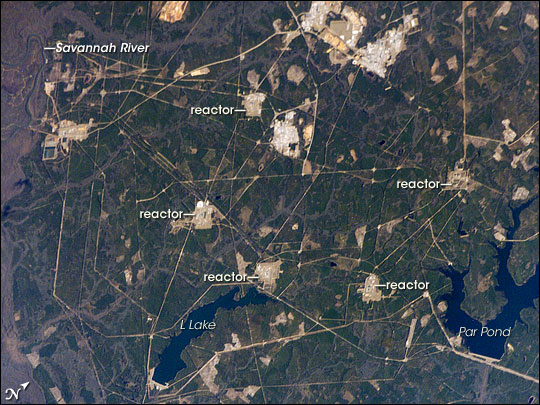
Ядерный могильник «Саванна-Ривер», снимок с МКС.

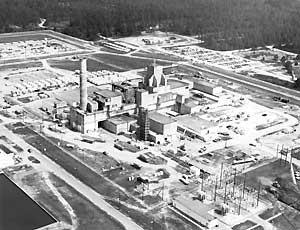

Ядерный могильник «Саванна-Ривер» (англ. Savannah River Site) — предприятие, занимающееся хранением, дезактивацией и переработкой радиоактивных отходов. Расположено в штате Южная Каролина, неподалёку от реки Саванна, в 40 км от города Огаста (штат Джорджия).

## История
Построено в 50-х годах XX века, первоначально в качестве завода по выработке, обогащению и очистке радиоактивных материалов для производства ядерного оружия. В настоящее время все реакторы, служившие для этих целей, остановлены, помещения некоторых из них используются для складирования радиоактивных материалов.
«Саванна-Ривер» находится в ведении Министерства энергетики США, но все работы производятся частной компанией-подрядчиком. Предприятие занимает площадь 800 км² и обеспечивает работой свыше 10 000 человек.
С 1958 по 1964 год на полигоне работал реактор для испытаний компонентов тяжёлой воды, который был в дальнейшем законсервирован.